# Vardan Aygektsi
Vardan Aygektsi (Aighekzì) (Maratá, ... – 1250) è stato uno scrittore, prete e favolista armeno.

## Biografia
Nacque nei pressi della città siriana di Aleppo e visse l'infanzia a Dülük. Fu educato nel Monastero Arkakaghin dove ricevette il titolo di vardapet. Dal 1210 si trasferì presso i monti Nur dove scrisse molte delle sue favole note come Aghvesagirk ("Il libro della volpe", dato che il protagonista era spesso quest'animale), che potrebbe essere stato completato anche da più autori, come Vardan Areveltsi. Nel 1668 le sue favole vennero pubblicate ad Amsterdam.
Esse vennero per lungo tempo dimenticate, salvo la parentesi del pioniere francese dell'armenistica Antoine-Jean Saint-Martin, che nel 1825 ne pubblicò una traduzione in francese; fino alla loro riscoperta, negli anni '30 del XX secolo, per merito dello scrittore armeno Aksel Bakunts.